# V945 Centauri
V945 Centauri eller H Centauri, är en möjlig trippelstjärna i mellersta delen av stjärnbilden Kentauren. Den har en genomsnittlig skenbar magnitud av ca 5,16 och är svagt synlig för blotta ögat där ljusföroreningar ej förekommer. Baserat på parallaxmätning på ca 7,8 mas, beräknas den befinna sig på ett avstånd på ca 370 ljusår (ca 113 parsek) från solen. Den rör sig bort från solen med en heliocentrisk radialhastighet på ca 15 km/s. Stjärnan ingår i undergruppen Nedre Centaurus-Crux av Scorpius–Centaurus association.

## Egenskaper
Primärstjärnan V945 Centauri A är en blå till vit stjärna i huvudserien av spektralklass B7 V. Den har en massa som är ca 3,3 solmassor, en radie som är ca 2,1 solradier och har ca 110 gånger solens utstrålning av energi från dess fotosfär vid en effektiv temperatur av ca 13 000 K.

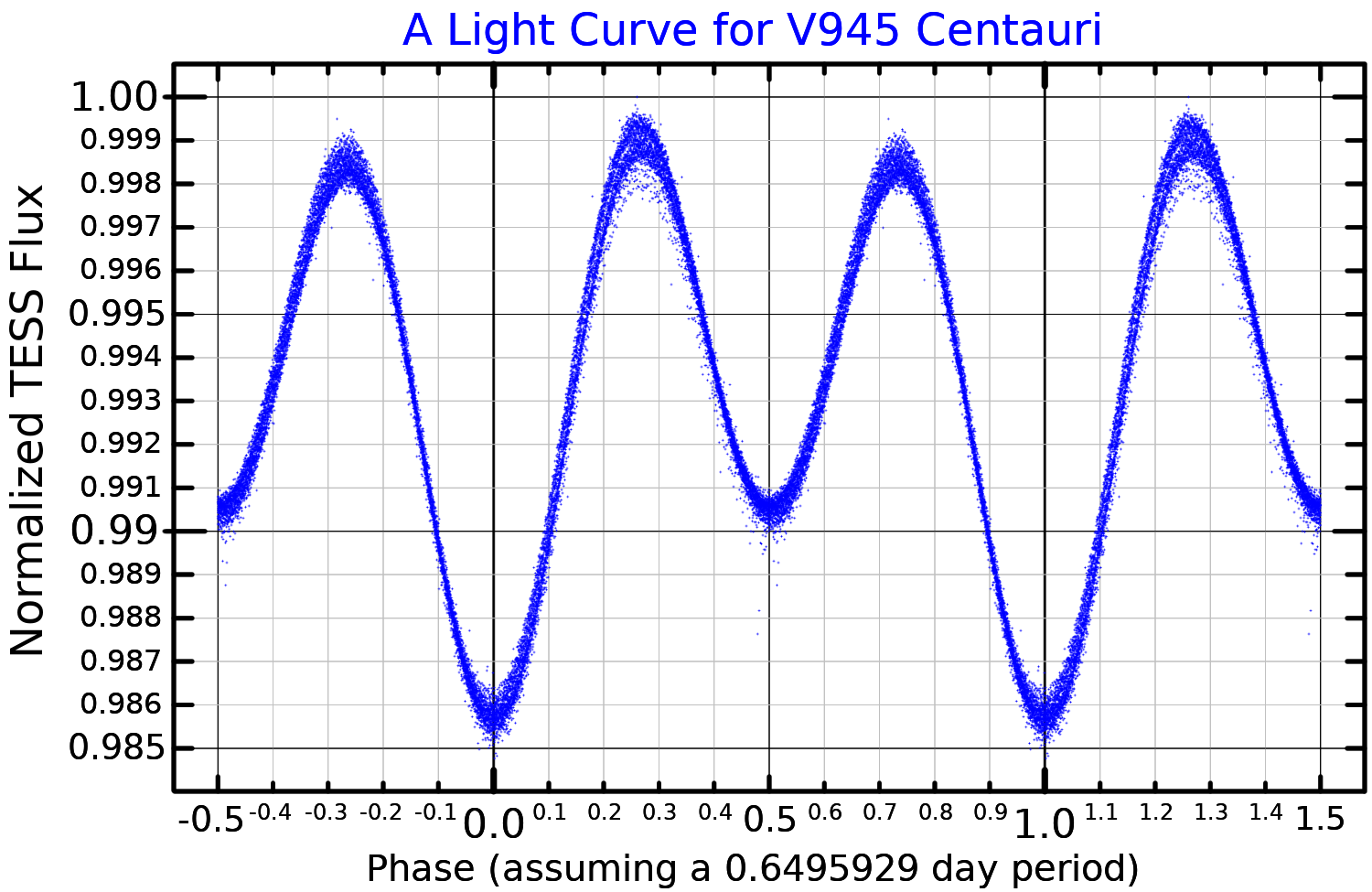
Ljuskurva för V945 Centauri, plottad från TESS-data.

Konstellationen är en dubbelsidig spektroskopisk dubbelstjärna bildad av två huvudseriestjärnor. De befinner sig i en snäv (men fristående) cirkulär bana med en omloppsperiod på 0,6496 dygn och en separation av 5,63 solradier. Observerat vid en lutning på 24 ° är systemet en ellipsoidisk variabel vars skenbara visuella magnitud varierar från 5,14 till 5,17 under en omloppsperiod när stjärnans synliga ytarea förändras. FöljeslagarenV945 Centauri B är en blå till vit stjärna i huvudserien av spektralklass B8.5 V. Den har en massa som är ca 2,4 solmassor, en radie som är ca 1,7 solradier och har ca 37 gånger solens utstrålning av energi från dess fotosfär vid en effektiv temperatur av ca 10 700 K.
Systemets spektrum innehåller en tredje uppsättning spektrallinjer som troligen kommer från en tredje stjärna, också den av spektral typ B.